# Pseudocerylon bicolor
Pseudocerylon bicolor là một loài bọ cánh cứng trong họ Cerylonidae. Loài này được Grouvelle miêu tả khoa học năm 1897.